# 390
| [ Edytuj tabelę ] |                                                        |
| Władca Guptów     | - 375 Ćandragupta II 414                               |
| Chan Hunów        | - 390 Uldin 411                                        |
| Władca Korei      | - 384 Kogugyang 391                                    |
| Papież            | - 384 Syrycjusz 399                                    |
| Król Persji       | - 388 Bahram IV 399                                    |
| Cesarz Rzymu      | - 375 Walentynian II 392 - 379 Teodozjusz I Wielki 395 |
| Król Wandalów     | - 359 Godigisel 406                                    |

Rok 390 / CCCXC
stulecia: III wiek ~
IV wiek ~
V wiek

lata: 380 «
385 «
386 «
387 «
388 «
389 «
390
» 391
» 392
» 393
» 394
» 395
» 400

## Wydarzenia
- Europa
  - W Cesarstwie rzymskim wprowadzono za namową Kościoła karę śmierci za stosunki homoseksualne poprzez spalenie na stosie.
  - Cesarz Teodozjusz I Wielki zakazał działalności wyroczni i uznał je za sprzeczne z prawem boskim.

## Zmarli
- Grzegorz z Nazjanzu, teolog grecki, nauczyciel Kościoła i biskup